# Chuck Brown
Charles Louis "Chuck" Brown (Gaston, 22 augustus 1936 – Baltimore, 16 mei 2012) was een Amerikaanse funkgitarist en -zanger. Hij wordt de Godfather of Go-go genoemd.
Brown was lid van de band The Soul Searchers. Hiermee had hij verschillende hits in de Verenigde Staten. Succes behaalde hij in 1979 met het nummer Bustin' Loose (Part 1). Ook We Need Some Money, Ashley's Roachclip en Bustin Loose behoren tot zijn succesnummers. Zijn nummer L.O.V.E. werd in 2011 genomineerd voor een Grammy in de categorie van 'beste r&b-prestatie door een duo of groep'. Hij was een van de grondleggers van de uit Washington afkomstige go-go-muziek, een subgenre van de funkmuziek. Zijn eigen percussieve funkmuziek had grote invloed op de hiphop. Onder andere rapper Nelly gebruikte het nummer Bustin' Loose als basis voor zijn hit Hot in Herre.
Brown overleed op 75-jarige leeftijd als gevolg van een longontsteking op 17 mei 2012. Hij lag al langere tijd in het Johns Hopkins Hospital in Baltimore.

## Discografie
- 1972: We the People
- 1974: Salt of the Earth
- 1979: Bustin' Loose
- 1980: Funk Express
- 1984: We Need Some Money
- 1986: Go Go Swing Live
- 1987: Any Other Way to Go?
- 1987: Live '87 - D.C. Bumpin' Y'all
- 1989: Trust Me: Live Pa Tape, Vol. 2
- 1990: Wind Me up Chuck, Vol. 3
- 1991: 90's Goin' Hard
- 1993: This Is a Journey into Time
- 1995: Hah Man
- 1995: The Other Side - with Eva Cassidy
- 1997: Live Pa Tape
- 1998: Timeless
- 1999: The Spirit of Christmas
- 2001: Your Game...Live at the 9:30 Club
- 2002: Put Your Hands Up!
- 2005: Best of Chuck Brown (remastered)
- 2007: We are About The Business
- 2010: We Got This

- Bibsys: 4031868
- Bibliothèque nationale de France: cb13974644t (data)
- Gemeinsame Normdatei: 134965884
- International Standard Name Identifier: 0000 0000 8043 5338
- Library of Congress Control Number: no98032760
- MusicBrainz: 3a9d80e7-564a-418f-91d4-0cb7fee9965e
- SNAC: w6nc71h9
- Système universitaire de documentation: 16111881X
- Virtual International Authority File: 121882154
- WorldCat: E39PBJjt7RBYXgVf6TwmyCT4MP